# بخش ادلگری
بخش ادلگری (به انگلیسی: Udalguri district) یک بخش در هند است که در آسام واقع شده‌است. بخش ادلگری ۱٬۸۵۲٫۱۶ کیلومتر مربع مساحت و ۸٬۳۱٬۶۸۸ نفر جمعیت دارد.